# Fila
Fila ist ein Sportartikelhersteller. Das Unternehmen wurde im Jahr 1911 in Italien gegründet und wird seit 2007 nach einer Übernahme aus Südkorea gelenkt.

## Geschichte
Fila wurde 1911 von den Gebrüdern Fila in Coggiola, Piemont, gegründet. Ursprünglich stellte es Kleidung für die Menschen in den italienischen Alpen her. Das Hauptprodukt des Unternehmens war Unterwäsche, ehe der 1974 als Geschäftsführer engagierte Enrico Frachey mit der Produktion von Sportkleidung begann. Bekannt wurde die Sportbekleidung zunächst durch den Tennisspieler Björn Borg, später auch durch den Bergsteiger Reinhold Messner, die Skifahrer Alberto Tomba und Ingemar Stenmark und den Tennisspieler Boris Becker.
1988 übernahm die italienische Holding Gemina die Mehrheitskontrolle am damaligen italienischen Familienunternehmen Fila. 1993 gründete sie die Fila Holding S.p.A. und brachte deren Aktien an die New York Stock Exchange. Nach der Aufspaltung von Gemina 1997 in zwei Unternehmen ging die Beteiligung an Fila auf die damals gegründete Holding di Partecipazioni Industriali (HdP), der heutigen RCS MediaGroup, über. Diese verfolgte die Idee, neben einem Medienkonzern auch einen italienischen Luxusmodekonzern aufzubauen und übernahm 1998 auch die Marke Valentino. Das Vorhaben scheiterte allerdings und zwang HdP 2001 zur Aufgabe der Modesparte.
Der Verkauf von Fila erwies sich dabei als besonders schwierig. Erst 2003 konnte die mittlerweile in einen reinen Medienkonzern umstrukturierte RCS MediaGroup das operative Geschäft der Fila-Holding an die in Luxemburg ansässige Sport Brands International, eine Tochtergesellschaft der US-amerikanischen Investmentgesellschaft Cerberus, verkaufen und die Aktien der Holding von der Börse nehmen.
2004 erfolgte bei der 1991 gegründeten südkoreanischen Tochtergesellschaft von Fila ein Management-Buy-out, wodurch sich Fila Korea aus dem Fila-Konzern herauslöste und in die GLBH Holdings integriert wurde. Beide werden von Yoon-Soo (Gene) Yoon geleitet. 
2007 kaufte GLBH Holdings die Aktienmehrheit an Fila Luxembourg, dem Eigentümer der Markenrechte an Fila, von Sport Brands International (SBI). In der Folge wurde der bei SBI verbliebene Teil von Fila abermals umstrukturiert und zerstückelt. Hierbei wurden im März 2008 die Aktivitäten in Europa, Naher Osten, Afrika und Indien an die Barclays Bank und die indische Batra Group verkauft, die sie unter dem Namen Integrix führten.
Im September 2010 wurden die Aktien von Fila Korea an die dortige Börse gebracht. Danach wurde mit der Übernahme eines 75%igen Anteils an Integrix das Westeuropa-Geschäft wieder direkt aus Korea gesteuert, während in Russland und Lateinamerika die Marke an große Sportartikelhändler lizenziert blieb.